# Aili Nordgren
Aili Nordgren, född Salminen 22 oktober 1908 på Vårdö, Åland, död den 27 december 1995 i Helsingfors, var en finlandssvensk författare.

## Biografi
Nordgren var dotter till ett småbrukarpar samt syster till författarna Sally Salminen, Uno Salminen och Runar Salminen. Nordgren gifte sig 1932 med Runar Evald Nordgren, som hon träffade i USA på 1930-talet dit hon emigrerat tillsammans med systern. Deras barn är författaren Ralf Nordgren och kompositören Pehr Henrik Nordgren.
Hon studerade på Ålands folkhögskola 1925–1926 och arbetade sedan som butiksbiträde i Saltvik ett par år, då hon också gjorde sina första litterära försök.
Nordgren började sin litterära karriär som diktsamlingen Rödbränd mark (1940). Hon skrev bland annat livet på Åland och publicerade även romanen Väljer du stormen (1955) som beskriver det finska inbördeskriget. En socialistisk livssyn präglar hennes produktion som omfattar lyrik, prosaböcker och skådespel.
Efter andra världskriget var Nordgren, som sekreterare i Finlands kommunistiska partis Mariehamnsavdelning (1945–1947), med och grundade Samfundet Finland-Sovjetunionens ålandsavdelning 1945 och arbetade hårt för dess tillkomst. När hon flyttade till Helsingfors 1947 blev hon samfundets svenska sekreterare där. Hon var stiftande medlem i Fredskämparna i Finland. Under många år var hon också teater- och litteraturkritiker i tidningarna Löntagaren och Ny Tid.